# 瀨名快伸
瀨名快伸（1978年10月30日—），日本導演、腳本家、小說家、創作歌手、作詞家、作曲家、音樂製作人、声優。是一位多方面的創作者。
血型為B型。

## 人物簡歷
出生於日本愛知縣。高中畢業後進入劇團工作，開始製作廣播劇，同時擔任監督、腳本、以及聲優，理由是因為預算不足。
之後去了東京，進入了電影學校，踏上了電影藝術之路。
2011年聲優出道作品為網路動畫印 STALL的男主角上社千景，他同時還擔任該劇的監督、原作及腳本。

## 得獎紀錄
2004年
- 獲得第三屆日本電影天使大賞，原案・原作獎佳作

2006年
- 獲得史克威爾艾尼克斯月刊少年GANGAN漫畫的原作・腳本獎[3]

2014年
- 以動畫短片『奇魂侍』獲得第十屆山形國際電影節的知事獎[4]

## 出版
- 手機小說心的一秒鐘[5]
- 在史克威爾艾尼克斯Fresh GANGAN上擔任『戒賊ロディー』的原作以及腳本

## 出演作品

### 電視動畫
2015年
- 吸血鬼福爾摩斯（福爾摩斯[6]））

### 網路動畫
2011年
- 印 STALL（上社千景[7]）

### 動畫廣告
2012年
- 廣播劇CD『路易的魔裁判』PV（路易[8]）

### 短篇動畫電影
2014年
- 奇魂侍（珀[9]）

### 遊戲
2013年
- 繪本アプリ『歩き屋フリルとチョコレートきしだん』（旁白[10]）

2014年
- 逃脫推理遊戲『吸血鬼福爾摩斯』（福爾摩斯[6]）
- 逃脫推理遊戲『吸血鬼福爾摩斯〜神奈川縣房屋逃脫〜』（福爾摩斯、巴爾迪[6]）
- 逃脫推理遊戲『吸血鬼福爾摩斯〜從連環畫劇逃脫〜』（福爾摩斯[11]）
- 逃脫推理遊戲『吸血鬼福爾摩斯〜從福爾摩斯逃脫〜』（福爾摩斯[11]）

### 廣播劇CD
2012年
- 路易的魔裁判（路易[8]）
- 路易的魔裁判2（路易[8]）

2013年
- 死選組～妖怪雪月花～--死選組誕生篇―（徳川新之助[12]）

2014年
- 皇家花卉〜四天三夜！當然，要成為一個漂亮的王子（盧西亞[13]）
- 隨身男友 Vol.1（波多野 殊樹[14]）

### 電視節目
2013年
- 東京電視台「ドリーム²クリエイター」（7月11日播放）

2014年
- 動漫綜合資訊「動漫ON !」 #34

### 廣播節目
- FM廣播節目「アニバーサリー」　節目製作人・DJ

## 原作/腳本

### 動畫
2011年
- 印 STALL（監督、原作、腳本[7]）

### 短篇動畫
2014年
- 奇魂侍[9]

2015年
- 吸血鬼福爾摩斯（原作、導演、人物原案、人物設定、音樂）

### 遊戲
- 繪本アプリ『歩き屋フリルとチョコレートきしだん』[10]
- 逃脫推理遊戲『吸血鬼福爾摩斯』（原作[6]）
- 逃脫推理遊戲『吸血鬼福爾摩斯〜神奈川縣房屋逃脫〜』（原作[6]）
- 逃脫推理遊戲『吸血鬼福爾摩斯〜從連環畫劇逃脫〜』（原作[11]）
- 逃脫推理遊戲『吸血鬼福爾摩斯〜從福爾摩斯逃脫〜』（原作[11]）

### 電影
2020年
- 你在天空彼岸（原作、腳本、監督）

## 動畫相關

### 動畫導演
- Zifam（Mega3）電視動畫 CM
- MIKKO咖啡 CM
- 神奈川縣警察「老人交通事故預防宣傳視頻」
- ALiCE IN UNDERGROUND 動畫PV
- 你在天空彼岸 動畫電影

### 動畫
2007年
- 厚生勞動省贊助RED RIBBON LIVE2007／企劃・制作

2008年
- 厚生勞動省贊助RED RIBBON LIVE2008／企劃・動畫總監（[15]）
- 愛滋病預防基金會注意事項、中嶋朋子「生活與HIV」／監督
- 厚生勞動省贊助RED RIBBON LIVE2008  讓我們去檢查HIV／企劃・動畫總監

2009年
- 厚生勞動省贊助RED RIBBON LIVE2009／企劃・動畫總監
- 厚生勞動省贊助RED RIBBON LIVE2009  Spring～讓我們去檢查HIV／企劃・動畫總監（[16]）
- 愛滋病預防基金會注意事項、中嶋朋子「生活與HIV」／監督
- 愛滋病預防基金會CM「RadioLemon」／監督
- 愛滋病預防基金會CM「美國螯蝦編」／監督
- 愛滋病預防基金會CM「TKO 編」／監督
- 愛滋病預防基金會CM「安田大馬戲團編」／監督
- 愛滋病預防基金會CM「愛的形式」／監督
- 大都會酒店地鐵孔蛋白婚禮活動PV／監督